# Philochortus neumanni
Espèce
Statut de conservation UICN

 LC  : Préoccupation mineure
Philochortus neumanni est une espèce de sauriens de la famille des Lacertidae.

## Répartition
Cette espèce se rencontre dans le sud-ouest de l'Arabie saoudite et au Yémen.

## Étymologie
Cette espèce est nommée en l'honneur d'Oskar Neumann.

## Publication originale
- Matschie, 1893 : Über einige von Herrn Oscar Neumann bei Aden gesammelte u. beobachtete Säugethiere, Reptilien und Amphibien. Sitzungsberichte der Gesellschaft Naturforschender Freunde zu Berlin, vol. 1893, p. 24-31 (texte intégral).